# District de Huanggu
Le district de Huanggu (皇姑区 ; pinyin : Huánggū Qū) est une subdivision administrative de la province du Liaoning en Chine. Il est placé sous la juridiction de la ville sous-provinciale de Shenyang.